# استفانی کورتنی (بازیگر)
استفانی کورتنی (انگلیسی: Stephanie Courtney؛ زادهٔ ۸ فوریهٔ ۱۹۷۰) یک هنرپیشه اهل ایالات متحده آمریکا است. وی از سال ۱۹۹۸ میلادی تاکنون مشغول فعالیت بوده‌است.
از فیلم‌های معروف او می‌توان به بازی در فیلم کودک دل‌شکسته و روز دوست دختر اشاره کرد.